# Ntondozi
Ntondozi ist ein Inkhundla (Verwaltungseinheit) in der Region Manzini in Eswatini. Es ist 231 km² groß und hatte 2007 gemäß Volkszählung 14.768 Einwohner.

## Geographie
Das Inkhundla liegt im Westen der Region Manzini, nördlich des Ngwempisi Wilderness Area in Ngwempisi. Es heißt wie der Berg Ntondozi (1119 m ⊙) im Gebiet des Inkhundla. Ein weiterer Gipfel ist Sibenyeni Kop (1118 m ⊙).

## Gliederung
Das Inkhundla gliedert sich in die Imiphakatsi (Häuptlingsbezirke) Gebeni, Khalangilile, Mphini, Ncabaneni, Ndinda, Ndlinilembi und Ntondozi.